# Верхомлянка

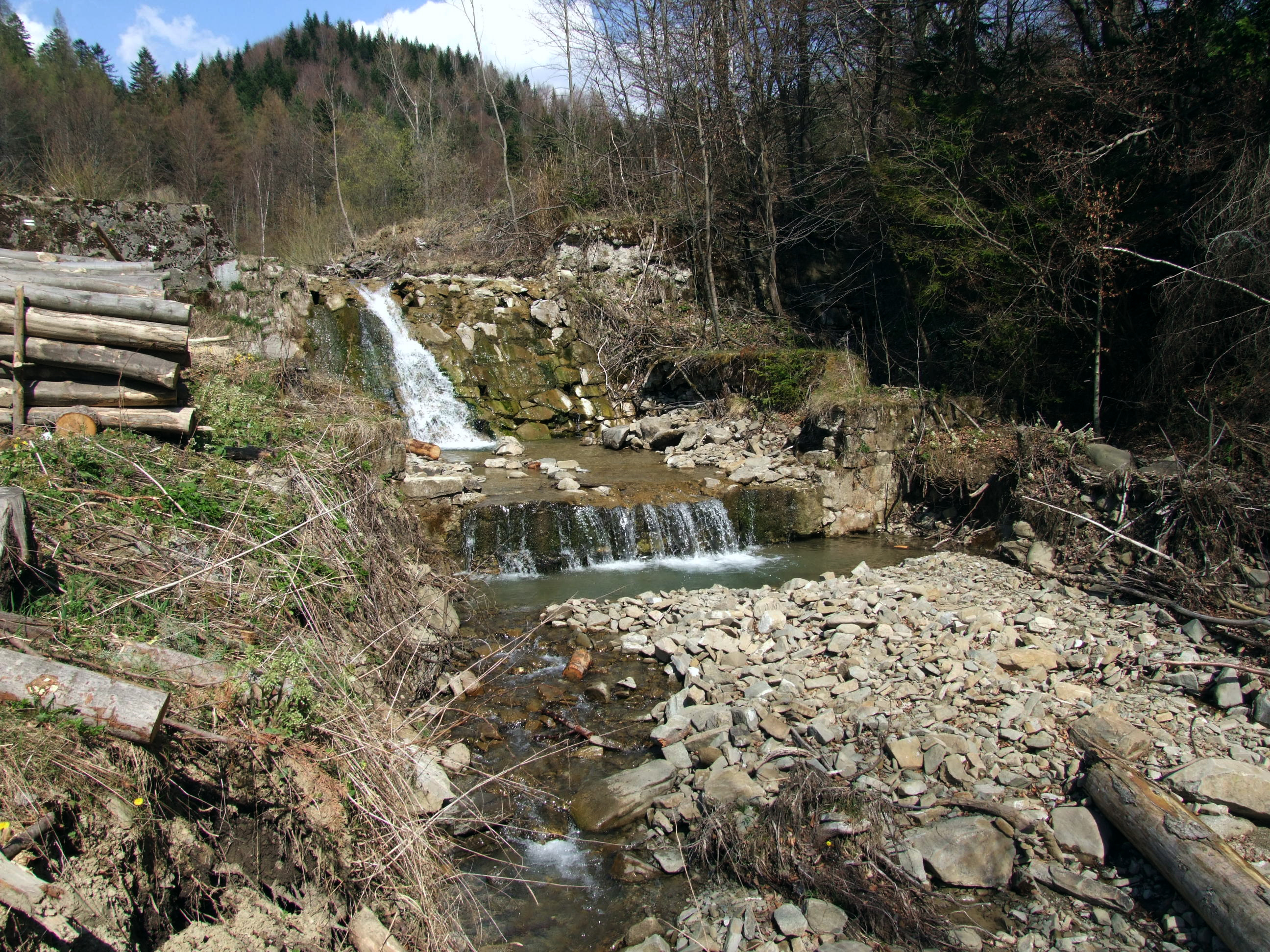
Верхомлянка у Верхомлі Малій

Верхомлянка (пол. Wierchomlanka) — гірська річка в Польщі, у Новосондецькому повіті Малопольського воєводства. Права притока Попрада, (басейн Балтійського моря).

## Опис
Довжина річки приблизно 11,88 км, найкоротша відстань між витоком і гирлом — 9,27  км, коефіцієнт звивистості річки — 1,29 . Формується притоками, безіменними струмками та частково каналізована.

## Розташування
Бере початок на північно-західних схилах гори Рунек (1079,6 м) на висоті 940,5 м над рівнем моря. Спочатку тече на північний захід через Верхомлю Малу, далі тече на південний захід через Верхомлю Велику і на висоті 392,1 м над рівнем моря впадає у річку Попрад, праву притоку Дунайця.

## Притоки
- Іздвор, Баранецький Потік (ліві).[1]

## Цікавий факт
- На вказаному Геопорталі верхів'я річки значиться як Поташня.